# Kristine Oßwald
Kristine Oßwald (* 20. Juli 1961 in Starnberg; † 11. Januar 2017 in München) war eine deutsche Künstlerin. Sie setzte sich in den Medien Zeichnung, Performance, Video und Rauminstallation mit existenziellen Fragen des Menschen und dem Verhältnis zwischen Kunst und Natur auseinander. Ihr 30-jähriges Schaffen gilt wegen seiner hohen intellektuellen Dichte und Konsequenz als ebenso verschlüsselt wie zukunftsweisend.

## Werdegang

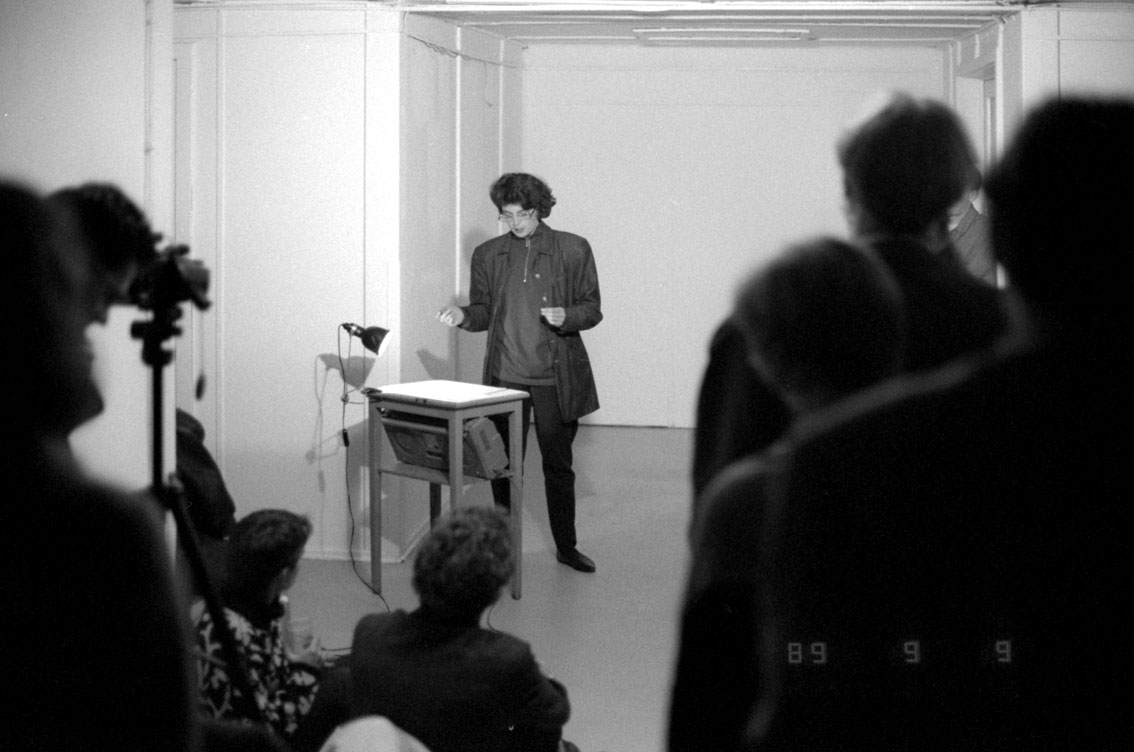
Oßwald bei einem Vortrag in der Galerie FOE 156, München 1989

Kristine Oßwald stammte aus einer Künstlerfamilie. Ihre Großmutter Clara Vogedes war Malerin und hatte u. a. bei Henry van de Velde Ölmalerei studiert. Oßwald studierte nach dem Abitur zunächst von 1980 bis 1983 Germanistik und Altphilologie an der Ludwig-Maximilians-Universität München. 1983 wechselte sie an die Akademie der Bildenden Künste München, wo sie das Studium für Kunsterziehung in der Klasse Horst Sauerbruch 1990 mit dem ersten Staatsexamen abschloss. 1990–1996 war sie dort künstlerische Assistentin.
1993 arbeitete sie als Projektassistentin an Bill Violas Ausstellung „Unseen images“, im Musée cantonal des Beaux-Arts de Lausanne.

## Auszeichnungen und Förderungen
1995 erhielt sie das Stipendium für bildende Kunst der Stadt München., 1996 folgte die Debütantenförderung des Bayerischen Staates. 2006 ermöglichte ihr das Arbeitsstipendium „Laboratoire Village Nomade“ in Estavayer (Schweiz) einen Aufenthalt am Neuenburgersee (Lac de Neuchâtel). 2018 wurde die Erstellung von einem Werkverzeichnis ihres künstlerischen Nachlasses von der Stiftung Kunstfonds gefördert.

## Werk
Das umfangreiche Werk von Kristine Oßwald umfasst mehrere Bereiche. Im Frühwerk entstanden klassische Kunstwerke wie Zeichnungen und Gemälde. Im Bereich von Objekten verfolgte Oßwald bereits serielle und raumbezogene Anordnungen. Rasch entwickelte sie auf der Grundlage der Zeichnung eigene kategoriensprengende Ausdrucksformen. Sie führte Performances zu literarischen Texten durch, die durch Schmalfilm, Video, durch Textrezitation und Vortrag einen strukturalistischen wie umfassenden Ansatz haben. Sie präsentierte Zeichnung zunehmend raumwirksam und ortsspezifisch. Sie beobachtete Natur zeichenhaft und filmte sie konzeptuell mit Video. Laufend reflektierte sie ihr Arbeiten mittels Zeichnungen und stellte diese in Form von Installationen aus. Sie verließ schließlich die klassischen Ausstellungsorte wie Museen und Galerien und führte anonyme Aktionen im öffentlichen Raum durch. Ein monumentales, vielgestaltiges Zeichenprojekt, in dem sie die Berge, Gesteine und Menhire zwischen den Alpen, der Bretagne und Großbritannien untersuchte, blieb unabgeschlossen.

### Frühwerk (1983–1986)
Um 1983 entstanden Landschaftsaquarelle, die in ihrem wässrig-fleckigen Farbauftrag die Aquarelltechnik ihrer Großmutter Clara Vogedes fortführen. In den Steinbrüchen von Carrara beschäftigte sie sich erstmals intensiv mit Gesteinsformationen und arbeitete mit einem Skizzenbuch, ein Medium, das sie fortan zu visueller Reflexion beibehielt.
In Auseinandersetzung mit feministischen Theorien erkundete sie die Möglichkeiten einer spezifisch weiblichen Ausdrucksform. Ab 1985 entstanden Bodenskupturen, etwa amorphe Objekte aus bemalten Papierschichten, vielteilige Papierobjektkreise und Reliefs.

### Performances (1986–1989)
Von 1986 bis 1989 überführte Kristine Oßwald literarische Texte der Antike und der deutschen Romantik in performative Aufführungen. Sie stellte ihre grafisch abgefassten, zunehmend subjektiven Textanalysen aus und setzte Schmalfilm und Video in spröden Aufführungen und Raumanordnungen ein. Dazu hält sie Vorträge, eine Frühform des artist talk.
Zu Texten von Homer entstand 1986 Grenze der Odyssee, eine Performance mit Vortrag, Rezitation und Diaprojektion im Keller in der Münchner Kunstakademie.
1989 führte sie in der Galerie FOE 156, München, zum Prolog von Ovids Metamorphosen die Performance PERPETUUM CARMEN mit Rezitation und 16-mm-Film durch.
1988/1989 brachte sie in IMAGO VOCIS: NARCISSUS ECHO, einer Performance mit Video und Vortrag, zwei Texte aus verschiedenen Epochen zusammen: Narziß und Echo aus Ovids Metamorphosen und E. T. A. Hoffmanns Novelle Der goldne Topf. Sie führte das Werk 1989 in unterschiedlichen Versionen auf, zuletzt 1990 in der Galerie Sima, Nürnberg.

### Konzeptuelle Arbeiten (1987–1989)
Seit 1987 entstanden mittels Zeichnung, Performance und Video mehrteilige konzeptuelle Arbeiten, die sich inhaltlich literarischen Themen widmen. Die großen literarischen Stoffe, die durch Homer und Ovid überlieferten antiken Mythen ebenso wie Literatur von E. T. A. Hoffmann wurden analysiert und die Ergebnisse mittels grafischer und filmischer Darstellung anschaulich gemacht. Gleichzeitig begann die Beschäftigung mit Natur. Zunächst als mythologischer Handlungsort verstanden, wurde sie zunehmend als konkrete Mitwelt ins Bild gesetzt. 1987/1988 entstand die 24-teilige Zeichnungsserie in’s Kristall als Reflexion zu E. T. A. Hoffmanns Novelle Der goldne Topf.
1989–1990 entstand Die Universität Kerepes als Beitrag zu dem zweiwöchigen Aktionsprojekt au lieu d’Ingriff, (4. Juni bis 18. Juni 1989) in Neuburg an der Donau. Hier reflektierte Kristine Oßwald auf der Grundlage des literarischen Textes Klein Zaches genannt Zinnober von E. T. A. Hoffmann in Form einer performativen Aktion den Konflikt zwischen den (im Text angelegten) wissenschaftlich rationalen und den künstlerisch fantastischen Zugangsweisen zu Welt. Der Garten Hoffmanns ist dabei ein Ort des Übergangs. Elemente der Erzählung wurden konkret in künstlerische Handlung umgesetzt; der Plakatanschlag der Aufklärungspolitik genauso wie das Erscheinen des zauberhaften Schildkrötendöschens. Die Ausgestaltung des Werkes ist offen prozesshaft gehalten und spiegelt sich in dem vielteiligen fragmentarischen Werk wider. Mit Formelementen, welche technisch-naturwissenschaftliche Zeichnungen ähneln, wird in ihm der studentische und universitäre Kontext der Erzählung Hoffmanns aufgenommen und ironisch aktualisiert.

### Rauminstallation mit Zeichnung (1990–1997)
Zwischen 1990 und 1997 brachte Kristine Oßwald ihre Untersuchungen zu literarischen Texten in die Form großer Rauminstallationen.
1990/1992 reflektierte sie in der Installation WEGE FÜR ORPHEUS / WEGE FÜR EURYDICE antike Texte zu Unterwelts- und Himmelsgängen und korrelierte Odyssee, Aeneis und die Metamorphosen des Ovid. Sie wählte für die Präsentation einen Ort in der Unterwelt und zeigte Zeichnungsdiagramme vor den Scheiben der AkademieGalerie in der U-Bahnhaltestelle Universität, München.
1997 zeigte sie das mehrteilige Werk DOMUS VIA in der gleichnamigen Ausstellung im Kunstverein Rosenheim. Indem sie die Gestalt des kretischen Labyrinths untersuchte, befasste sie sich mit dem von Ovid überlieferten Mythos von Minotaurus, Theseus und Ariadne. Die Installation bestand aus drei Teilen: neun Acrytafeln mit Zeichnungen, drei Videoinstallationen und zwei Künstlerbüchern. Auf den Acryltafeln wurde die Gestalt des Labyrinths formal untersucht: Zunächst zerlegte sie das kretische Labyrinth in die zwei Grundformen Haus (lat. domus) und Weg (lat. via), welche sie durchspielte, bis sie sich Laufe der Serie zunehmend verselbständigten. Dabei zeigten weiße Labyrinthformen in spielerischer Systematik den Prozess von Weg und Ziel. Die Videoinstallationen mit Naturaufnahmen waren den Protagonisten des Mythos zugeordnet. In den Künstlerbüchern wurde der Entstehungs- und Reflexionsprozess offengelegt.

### Videoinstallation (ab 1998)
Ab 1998 verdichtete Kristine Oßwald Naturbeobachtungen, die seit 1992 auf Videofilm entstanden, zu selbständigen Videoinstallationen.
1998 wurde in der gleichnamigen Ausstellung im Kunstverein Kronach die Videoinstallation SILENTIA SILVARUM die himmel der erden gezeigt. Auf zwölf weißen Videomonitoren, die eine im Raum umlaufende Horizontale bildeten, waren mit pendelnder Handkamera gefilmte Waldränder zu sehen.
1999 zeigte Kristine Oßwald in der Ausstellung „Das Dauernde. Matthew McCaslin, Kristine Oßwald, Steina Vasulka“ ihre Beobachtungen von Tieren und Pflanzen. In ihren Installationen integrierte sie Videomonitore in Alltagssituationen.
In der Künstlerwerkstatt Lothringerstraße, München entstanden die drei Räume: KIND FABEL: Apfel Himmel Schildkröte, 1995–99, eine Installation für drei Monitore mit Obstkisten; LUCE, 1999, ein Videofilm von im Gehen gefilmten Wiesen (3h 40min); ERDE FLUG, 1994–1999 zeigte auf einem Doppelmonitor eine reglose Kröte in Nachbarschaft zu schwimmenden Kröten, dazu am Boden ein Haufen Kartoffeln sowie einen in Monitorhöhe aufgehängten Vogelkäfig mit Kanarienvogel.

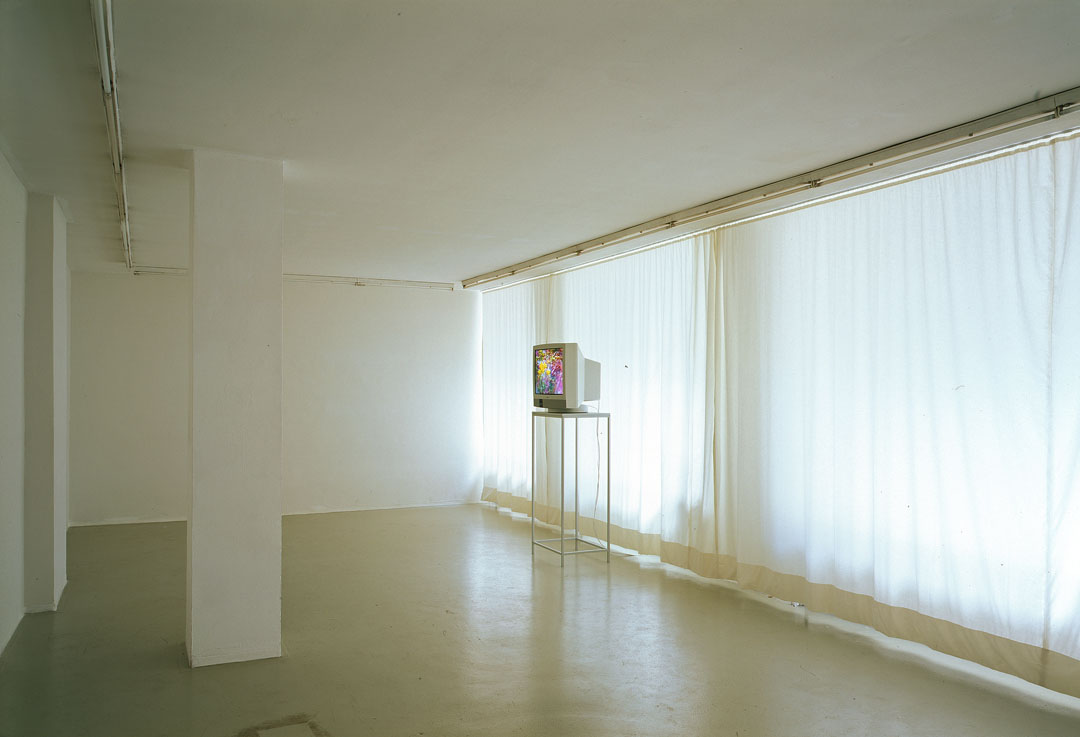
Luce, Videoinstallation, Ausstellung Das Dauernde, Künstlerwerkstatt Lothringer Str. 13, München 1999

### Zeichnung als Archiv (2002)
Im Jahr 2002 zeigte Kristine Oßwald in der Ausstellung „fluss stand“ in der Galerie Bezirk Oberbayern, München insgesamt 348 Zeichnungsobjekte von Werkgruppen aus den Jahren 1988 bis 2002. Es entstand ein begehbares Archiv.
Sie setzte die Reflexion des Verlaufs ihrer künstlerischen Arbeit auf zeichnerischem Weg im gleichen Jahr fort und zeigte im Kunstmuseum Liechtenstein, Vaduz die Zeichnungsinstallation maria rara (Bergarbeit).

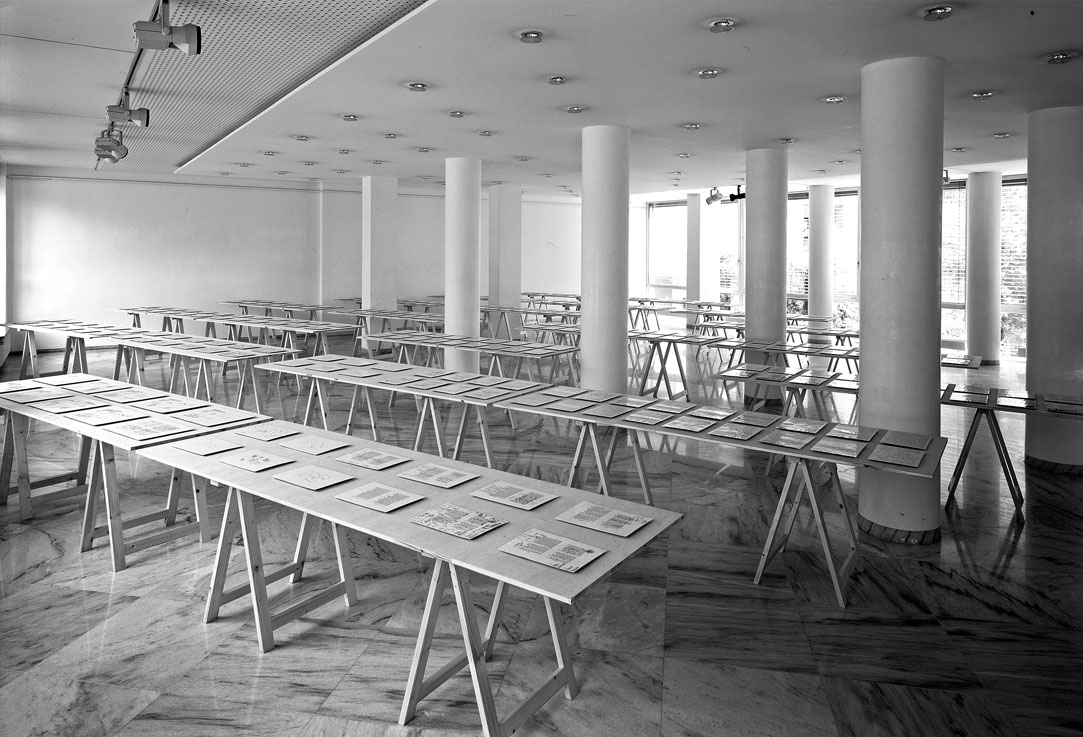
Ausstellung „fluss stand“, Bezirk Oberbayern, München 2002

### Prozess Fotografie (2003)
Ein Merkmal der Kunst von Kristine Oßwald ist ihr Verständnis von Zeit. Prozesse der Veränderung hielt sie in Serienbeobachtungen fest. 2003 wählte sie dafür die Fotografie zu ihrem Medium.
Ausgelöst durch die Terroranschläge vom 11. September 2001 begann am 20. März 2003 der Irakkrieg. Mit Kriegsausbruch fotografierte Kristine Oßwald ein Jahr lang einen verfallenden Eichenstamm. Sie kombinierte diese Fotografien mit Aufnahmen von einem Nadelwald in den Bergen. Die Diaprojektion +2 arbor 20.03.03, 2003–2005 zeigte 960 Bilder, die im Lauf einer Woche täglich wechselten.

### Anonyme Aktionen im öffentlichen Raum (2006–2016)
Als Stipendiatin des Laboratoire village nomade entwickelte sie 2006 im schweizerischen Estavayer Straßenzeichnungen mit weißer Tafelkreide. Es waren kürzelhafte Umrisse von Hütten, wie sie im landwirtschaftlichen Raum in Oberbayern vorkommen.
Sie setzte diese Arbeit 2009/2010 im Stadtraum Münchens fort. 2011 und 2014 führte Kristine Oßwald die Aktion let it come down durch. Sie ließ dabei weiße Luftballons, die in ihrer Handschrift mit let it come down bedruckt waren und an denen kleine Zeichnungen auf Folie hingen, in der Stadt aufsteigen. Die Kommunikation zwischen Kunstwerk und Betrachter geschah nun anonymisiert, dem Zufall der Natur überlassen und vom Kunstmarkt unabhängig.

### Werkgruppe „Berge“ (2007–2015)
Kristine Oßwald setzte ihre mehrjährige Untersuchung der Alpen fort. Nach maria rara (Bergarbeit), 2002 entstand die Werkgruppe Berge in unterschiedlichen Medien. Ausgangsmedium war die kleinformatige, auf Wanderungen angefertigte und vor Ort ausgeführte schematische Zeichnung. Diese wurde später überarbeitet und durch Vergrößern sowie Vervielfachen teils zu neuen Zeichnungen verbunden.
Ab 2008 entstand daraus der Komplex „Bergformen“. Er wurde 2010 als Installation in der Ausstellung „Cityscale Stadtskala Munich Istanbul“ gezeigt. Weiterer Teil des Ausstellungsprojekts war eine Aktion im Stadtraum München mit der Künstlerin. Die zeitaufwendigen künstlerischen Prozesse mit ihren stetigen Umwandlungen in Form und Medium erlaubten Kristine Oßwald Verrätselung, Vertiefung und Reflexion.

### Doppelzeichnungen (2016)
2016 setzte Kristine Oßwald die gezeichneten Doppellandschaften aus der Mitte der 1990er Jahre fort. Jedoch kombinierte sie nun zwei separat entstandene Serien von Landschaften. Auf Usedom zeichnete sie die Konturen der Insel und deren Übergang ins Meer. In München zeichnete sie ausgewählte Blätter einer Lithografieserie von Donaulandschaften aus dem 19. Jahrhundert und verknappte die Landschaftsbilder auf den Flusslauf. Sie kombinierte beide Zeichnungen zur 10-teiligen Serie Ostsee Donau.

### Permanente Installationen im öffentlichen Raum
- Sechs Tafeln der Arbeit DOMUS VIA, in der Mensa des Maschinenbau-Gebäudes der TU München in Garching.[16]
- Glasfassade und Nikolauszyklus im Pfarrzentrum St. Nikolaus, Neuried[17]
- Pfarrzentrum St. Jakob, Lenggries
- Gedenkstele für Pfarrer Grimm, München-Untermenzing
- Kindergarten „Wiederkunft des Herrn“, München

## Tod und Nachlass (2017 bis heute)
Mit dem Tod von Kristine Oßwald nahm der „Nachlass Kristine Oßwald“ 2017 seine Arbeit auf. Seine Aufgabe liegt in der Ordnung, Verzeichnung, Beschreibung und Verwahrung der schwierig zu handhabenden Arbeiten. Da Oßwalds Werk durch seinen innovativen und experimentellen Charakter Auskunft über die Aufbruchsphase der Medienkunst gibt, förderte die Stiftung Kunstfonds, Bonn 2018 die systematische Erstellung eines Werkverzeichnisses. Regelmäßig machen Ausstellungen das Werk öffentlich sichtbar.

## Ausstellungen

### Einzelausstellungen (Auswahl)
- 1989: Ovid Metamorphosen Performance PERPETUUM CARMEN und ICARE!, Atelierhaus FOE 156,[18] München
- 1990: DIE UNIVERSITÄT KEREPES, Galerie Sima, Nürnberg
- 1992: WEGE FÜR ORPHEUS / WEGE FÜR EURYDICE, Akademie Galerie, München
- 1997: DOMUS VIA, Kunstverein Rosenheim
- 2002: fluss stand, Galerie Bezirk Oberbayern, München[19]
- 2019: let it come down. Grafische Arbeiten 1987 bis 2016, Verein für Originalradierung München[20]

### Gruppenausstellungen (Auswahl)
- 1988: „Workshop Magdalena Jetelova“, Michaela Bauer, Daniel Bräg, Alfons Bruckner, Markus Eberl, Stefan Eberstadt, Hans Gottwald, Sabine Groß, Sabine Haubitz, Hartmut Majer, Werner Mally-Kral, Carmen Nöhbauer, Hans Christian Ohl, Kristine Oßwald, Renate Schubert, Brigitte Schwacke, Christine Stieberger, Stefanie Unruh, Günter Unterburger, Martin Weimar, Eva Maria Weinmayr, Renate Zobel, Galerie Walter Storms, München
- 1989: Kunstprojekt „au lieu d’Ingriff“, Städtische Galerie im Marstall, Neuburg
- 1999: „Das Dauernde“, Matthew McCaslin, Kristine Oßwald, Steina Vasulka, Künstlerwerkstatt Lothringerstraße, München
- 2008: „Knockin' on heaven’s door“, Marina Abramovic/Ulay, Absalon, Samuel Beckett, Joseph Beuys, Andrea Fraser, Felix Gonzalez-Torres, Dan Graham, Kim Soo-ja, Korpys/Löffler, Thomas Lehnerer, Matt Mullican, Bruce Nauman, Gabriel Orozco, Kristine Oßwald und Gina Pane, Kunstmuseum Liechtenstein, Vaduz
- 2010: „Cityscale / Stadtskala Munich Istanbul“, Gülcin Aksoy, Yeni Anit, Volkan Aslan, Atilkunst, Annegret Bleisteiner, Klaus vom Bruch, Carlotta Brunetti, Julia Lohmann, Department für öffentliche Erscheinungen, Deniz Gül, Gözde Ilkin, Suat Ögüt, Kristine Oßwald, Hülya Özdemir, Susanne Pittroff, Michaela Rotsch, Martina Salzberger, Robert Stumpf, Ali Taptik, Yasemin Nur Toksoy, Stefanie Unruh, Videoist, Städtische Kunsthalle/Lothringer 13, München
- 2020: „Follow the Line“, Matthias Beckmann, Kristine Oßwald, Bodo Rott, Julia Schrader, Armin Subke, Faina Yunusova, Aurachmühle, Galerie Emmanuel Walderdorff, Neukirchen (A)
- 2020: „Parlament der Pflanzen“, Paweł Althamer & Artur Żmijewski, Stefan Bertalan, Andrea Büttner, Edith Dekyndt, Jef Geys, Isabella Hollauf, Anna Jermolaewa, Jochen Lempert, Uriel Orlow, Kristine Oßwald, Athena Vida. Kunstmuseum Liechtenstein, Vaduz
- 2021: „Mythos Wald / Forest Myths“, Hannu Karjalainen, Gisela Krohn, Juyoung Paek, Annette Philp, Kristine Oßwald, Alexander von Schlieffen, Henrik Schrat, Attila Szucs, Thomas Thiede, Rosemarie Trockel. Galerie Emmanuel Walderdorff, Molsberg
- 2022: „Draußen sitzen“, Annette Philp Kristine Oßwald. Magda Bittner-Simmet Stiftung, München